# 西成甫

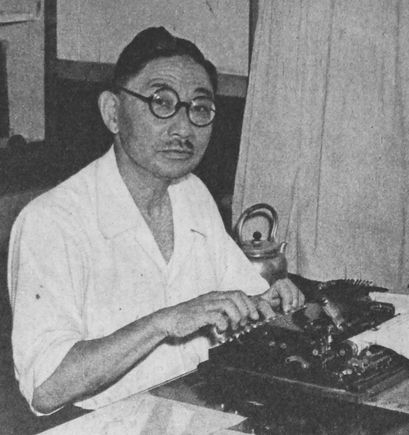
1953年の西成甫

西 成甫（にし せいほ、1885年1月6日 - 1978年8月17日）は、日本の解剖学者、エスペラント運動家。東京帝国大学名誉教授。医学博士。西成度の孫。

## 略歴
東京出身。早稲田中学、第一高等学校、東京帝国大学医学部卒。大沢岳太郎に師事。1911年ハイデルベルク大学へ留学し、M. Furbringer, H. Brausに師事。1915年東北帝国大学教授、1922年東京帝国大学教授、1945年定年退官、名誉教授、49年群馬大学学長。1945-1966年日本エスペラント学会理事長。弟子には浦良治など。祖父は裁判官で第6代大審院長を務めた西成度。
1978年8月17日、心不全のため神奈川県横浜市の国立横浜病院にて死去。93歳。本人の遺言により献体が行われ、同月19日に群馬大学で解剖が行われた。その後、骨格標本として群馬大学に保存されている。

## 栄典
- 1945年（昭和20年）10月30日 - 正三位[6]
- 1963年（昭和38年） - 紫綬褒章受章

## 著書
- 『小解剖学』金原商店、1925 教科用簡明医学叢書
- 『小解剖学図譜』金原商店 1928 教科用簡明医学叢書
- 『人体解剖実習』浦良治共著 南江堂書店 1928
- 『簡明人体解剖図』浦良治共著 南江堂 1929
- 『比較解剖学』岡書院 1929 のち岩波書店
- 『小局所解剖学』二村領次郎共著 金原商店、1931 教科用簡明医学叢書
- 『人体解剖学』鈴木重武共著 岩波書店・全書、1934
- 『骨骼系』金原商店 1938 人体解剖図譜
- 『人体解剖図譜 第5巻 (中樞神経系)』児玉作左衛門,小川鼎三共編 日本医書出版 1948
- 『人体解剖図譜 第2巻 (頭部・感覚器)』編 日本医書出版 1950
- 『人体解剖図譜 第4巻 (上肢・下肢)』編 日本医書出版 1953
- 『人体解剖図譜 解説 第4巻』新島迪夫,新井正治共編 日本医書出版 1953
- 『人体顕微解剖図説』勝又正,藤田恒太郎共著 南江堂 1940

## 翻訳
- シュルツェ, ルボシュ『局所及応用解剖学』訳編 丸善 1942

## 参考
- 日本人名大辞典:
- エスペラント語が紹介された放送番組（豊中エスペラント会）:下から３番目の「1965/07｜NHK第一放送｜第50回世界エスペラント大会関連（西成甫）」で、西成甫の出演したラジオ番組の録音を聴くことが出来る